# Порок
Порокът е деяние, поведение или навик, който се счита за неправилен, неморален, покварен и унизителен. Порокът е противоположност на добродетелта. Порокът се напътства по нечисти плътски желания и е предвистник на греха. Според Платон „Добродетелта, изглежда, е някакъв вид здраве, красота и сила на душата, а пък порочността е болест, грозота и слабост.“.

## Произход
Думата порок произлиза от старобългарската дума порицание.

## Пороци в християнството
В Християнството пороците се делят на душевни и телесни пороци. Те също така се описват и като страсти. 
Душевните страсти са: забрава, невежество, безбожие, неправилно мнение, всяка ерес, сквернословие, гняв, яд, злъчност, избухливост, човеконенавист, злопаметност, злословие, осъдителство, неразумно униние, страх, боязън, свадливост, ревност, завист, празнословие, възгордяване, притворство, лъжа, неверие, алчност, желание за материални придобивки, пристрастие, привързаност към земна вещ, равнодушие, скъперничество, неблагодарност, мърморене, тщеславие, предубеденост, намусеност, самохвалство, властолюбие, старание да се харесаш на хората, измамничество, безсрамие, нечувствителност, ласкателство, престореност, присмехулство, двуедушие и други.
Коренът на всяко зло е сребролюбието, и злонравие и порочност.
Телесните страсти са: похот, лакомия, ненаситност, разкош, пиене, скришно ядене, всякаква страст към удоволствия, блудство, прелюбодейство, необузданост, нравствена нечистотия, кръвосмешение, развращаване на деца, скотоложство, зли желания, срамотни страсти, кражба, обиране на светини, разбойничество, убийство на човек, телесно отпускане и наслада от щенията на плътта (когато тялото е по-здраво), гадателства, магии, заклинания, птицегадателства, клюкарство, кокетничене, празни приказки, украшения, безделие, блуждаене, хазарт, пристрастеност и злоупотреба със светски удоволствия.
Живот заради тялото, който затлъстява ума и го прави земен и животински, и никога не позволява да се издигне към Бога и към усъвършенстване на добродетелите.
и други...

## Пороци в исляма
В Исляма се насърчаваща да се използва само позволеното – халалът и да се отбягва съмнителното и забраненото - харамът... Също така в някои случаи, в исляма порока е грях.
1. Злословие (Гъйбет).
“О, вярващи, странете от подозрението! Понякога съмнението е грях. И не се дебнете, и не злословете, един на друг! Нима на някого от вас ще се хареса да яде плътта на мъртвия си брат? Вие се отвращавате от това. И бойте се от Аллах! Аллах е приемащ покаянието, милосърден.”
(ел-Худжурат, 49:12)
2. Отрицание
“Вярващите да не взимат неверници за ближни вместо повярвалите. А който направи това, той няма нищо общо с Аллах...”
(Али Имран, 3:28)
3. Високомерие
“Предостатъчно зло е за един човек да изпитва пренебрежение към своя брат мюсюлманин.”, “...Високомерието е отхвърляне на истината и пренебрегване на хората.”
(Муслим)
4. Неблагодарност
Аллах лишава лихвата от берекет и увеличава берекета на садаката. Аллах не обича никой неблагодарник, грешник.
(Сура "Бакара" 2:276)
5. Алчност
Жалък и губещ е обожателят на динара (златна монета) и обожателят на дирхама (сребърна монета).”
(Бухари)
и други.

## Пороци в будизма
Будизмът изповядва аскетичния идеал или това е обуздаване на мислите и смиряване на желанията. В будизма няма разлика между порок и грях, счита се за едно и също.
Пороците в Будизма са: празнодумство, алчност, гняв, невежество и др. 